# Opabinia
Opabinia – rodzaj wymarłego morskiego zwierzęcia należącego do typu Lobopodia. Jedyny gatunek należący do tego rodzaju to Opabinia regalis ze skamieniałości odkrytych w kambryjskich osadach formacji typu Lagerstätte zwanej łupkami z Burgess. Odnaleziono dobrze zachowane szczątki mniej niż dwudziestu osobników. Opabinia osiągała umiarkowane rozmiary, po bokach miękkiego ciała znajdowały się segmentowane płatki, a z tyłu wachlarzowaty ogon. Głowa wykazywała niezwykłe cechy: miała pięcioro oczu, znajdujący się na spodniej stronie głowy i zwrócony ku tyłowi otwór gębowy oraz „trąbę”, służącą prawdopodobnie do podawania pokarmu do otworu gębowego. Opabinia żyła przypuszczalnie na dnie morza, wykorzystując „trąbę” do wyszukiwanie niewielkiego, miękkiego pokarmu.
Kiedy pierwsze dokładne badanie opabinii w 1975 ujawniło jej niezwykłe cechy, sądzono, że nie jest ona spokrewniona z przedstawicielami żadnego znanego typu, choć sądzono, iż może być krewną hipotetycznego przodka stawonogów i pierścienic. Jednakże inne odkrycia, w szczególności Anomalocaris, zasugerowały, że w rzeczywistości może ona należeć do grupy spokrewnionej bliżej z przodkiem stawonogów, której członkami mogą być również pazurnice i niesporczaki.
- Długość: 4–10 cm
- Pożywienie: larwy Aysheaia i Burgessochaeta; gąbki
- Cechy charakterystyczne: 17 par płatowatych odnóży służących jako płetwy, ruchoma "trąba" zakończona chwytnymi "szczękami"

Jak wykazało badanie skamieniałości warstwa po warstwie, układ pokarmowy nie dochodził do "trąby". Prawdopodobnie służyła ona tylko do chwytania pokarmu i przenoszenia go.